# كأس دوري كرة القدم الإنجليزية 2005–06
كأس دوري كرة القدم الإنجليزية 2005–06 هو موسم من كأس دوري كرة القدم الإنجليزية. كان عدد الأندية المشاركة فيه 60، وفاز فيه سوانزي سيتي.